# Método cartesiano
El Método Cartesiano, creado por René  Descartes, consiste en el escepticismo metodológico - se duda de cada idea que puede ser dudada. Descartes establece la duda: solo se puede decir que la existencia de todo lo que existe es por medio de todo lo que puede ser probado ("Solo tenemos acceso a nuestra mente."). El propio Descartes consiguió demostrar la existencia de su propio yo (que duda, por lo tanto, es sujeto de algo - cogito ergo sum: pienso, luego existo), considerando el acto de dudar como indudable.
Asimismo, el método consiste en realizar cuatro tareas básicas:  verificar si existen evidencias reales e indudables acerca del fenómeno o cosa estudiada; dividir al máximo esas cosas  en sus unidades de composición, fundamentales; analizar o estudiar esas cosas por más simples que aparecen; sintetizar, o sea, agrupar nuevamente las unidades estudiadas en su conjunto real; y enumerar todas las conclusiones y principios utilizados, a fin de mantener el orden del pensamiento. Se puede considerar como el método actual del método científico.
La contribución de Descartes, con su nueva metodología, fue de extrema importancia para la constante búsqueda del conocimiento "verdadero" a partir de las ciencias.

## Principios[3]
1. Principio de duda o evidencia sistemática: no aceptar como verdadero algo hasta que se compruebe con evidencia - clara y distintamente - aquello que es realmente verdadero. Con la duda sistemática, se evita la prevención y la precipitación, aceptándose como cierto lo que sea evidentemente cierto.
2. Principio del análisis o descomposición: dividir y descomponer cada dificultad o problema en tantas partes como sea posible y necesarias para su comprensión y solución y resolverlas por separado.
3. Principio de la síntesis o la composición: conducir cuidadosamente los pensamientos y razonamientos, a partir de las formas más fáciles y simples de conocer para pasar gradualmente a los más difíciles, y así ir armando pensamientos para poder probar su funcionamiento.
4. Principio de la enumeración o de la verificación (comprobación): hacer verificaciones, recuentos y revisiones para asegurarse de que nada fue omitido o pasado por alto, y poder comprobar si la evidencia es falsa o verdadera.